# Сен-Сёрен-де-Пален
Сен-Сёре́н-де-Пале́н (фр. Saint-Seurin-de-Palenne) — коммуна во Франции, находится в регионе Пуату — Шаранта. Департамент коммуны — Приморская Шаранта. Входит в состав кантона Пон. Округ коммуны — Сент.
Код INSEE коммуны — 17398.

## Население
Население коммуны на 2010 год составляло 150 человек.
| 1962 | 1968 | 1975 | 1982 | 1990 | 1999 | 2010 |
| ---- | ---- | ---- | ---- | ---- | ---- | ---- |
| 157  | 145  | 128  | 138  | 164  | 149  | 150  |